# Équipe du Malawi féminine de hockey sur gazon
L'équipe du Malawi féminine de hockey sur gazon est la sélection nationale du Malawi représentant le pays dans les compétitions internationales féminines de hockey sur gazon. 

## Palmarès

### Jeux olympiques
Le Malawi n'a jamais participé à un tournoi féminin de hockey sur gazon des Jeux olympiques.

### Coupe du monde
Le Malawi n'a jamais participé à la Coupe du monde.

### Coupe d'Afrique des nations
- 1990 : 4e